# Карбовничий Василь Артемович
Василь Артемович Карбовничий (нар. 28 серпня 1912, місто Суми Харківської губернії, тепер Сумської області — 17 жовтня 1968, місто Суми) — український радянський діяч, інженер, 2-й секретар Сумського обкому КПУ. Депутат Верховної Ради УРСР 4-го скликання.

## Біографія
Народився у родині робітника. Трудову діяльність розпочав у 1926 році учнем тесляра на Сумському Червонозоряному рафінадному заводі. З 1929 року працював підручним слюсаря на будівництві теплоелектроцентралі Сумського машинобудівного заводу імені Фрунзе.
З 1930 року — фрезерувальник Сумського машинобудівного заводу імені Фрунзе і одночасно навчався у Сумському вечірньому інституті хімічного машинобудування. У 1934 році закінчив інститут і здобув спеціальність інженер-конструктор.
У 1934—1941 роках — технік-технолог, інженер-технолог, старший інженер-технолог Сумського машинобудівного заводу імені Фрунзе.
Під час німецько-радянської війни у вересні 1941 року разом із заводом був евакуйований у східні райони СРСР. У 1941—1945 роках — старший інженер відділу головного технолога оборонного заводу імені Колющенка міста Челябінська Челябінської області РРФСР.
Член ВКП(б) з 1945 року.
У 1945—1950 роках — головний технолог Сумського машинобудівного заводу імені Фрунзе. У 1950—1952 р. — секретар партійного комітету КП(б)У Сумського машинобудівного заводу імені Фрунзе.
У 1952—1954 роках — директор Сумського машинобудівного заводу імені Фрунзе.
У лютому 1954 — грудні 1955 року — 2-й секретар Сумського обласного комітету КПУ.
У 1955—1956 роках — слухач Вищої партійної школи.
У 1956 (затв. у січні 1957) — січні 1963 року — секретар Сумського обласного комітету КПУ.
У січні 1963 — грудні 1964 року — 2-й секретар Сумського промислового обласного комітету КПУ.
У грудні 1964 — жовтні 1968 року — перший директор Всесоюзного науково-дослідного технологічного інституту хімічного, насосно-компресорного і арматурного машинобудування (НДІтехмаш) у місті Сумах.

## Нагороди
- лауреат Сталінської премії (1952)
- три ордени Трудового Червоного Прапора
- два ордени Знак Пошани
- медалі